# Dasyprocta leporina
L'aguti dorato (Dasyprocta leporina (Linnaeus, 1758)) è un roditore diffuso nelle regioni settentrionali e centrali dell'America del Sud, dal Venezuela al Brasile centro-orientale. Sebbene sia stato ufficialmente descritto da Carl von Linné nel 1758, era noto da tempo tra i naturalisti e se ne trovano riferimenti in letteratura già nel XVII secolo. Come i suoi simili, l'aguti dorato si nutre principalmente di semi e noci, che apre con i denti. Grazie alla sua abitudine di seppellire i semi, contribuisce attivamente alla propagazione di varie specie arboree.

## Descrizione
L'aguti dorato presenta una lunghezza testa-corpo che varia tra 47 e 65 centimetri e un peso che oscilla tra i 2,1 e i 5,9 chilogrammi. La coda misura 10-30 millimetri, l'orecchio 40-50 millimetri e il piede posteriore 118-148 millimetri. I vari individui variano molto nelle dimensioni e, soprattutto, nella colorazione. La testa e la parte anteriore del corpo sono di colore verde oliva con macchioline nere opache, mentre il resto del corpo è caratterizzato da lunghi peli di guardia di colore dal rosso scuro al giallo-arancio. La testa, la nuca e la parte centrale del dorso sono neri, con una cresta di peli più lunghi nella zona della nuca. L'aguti dorato differisce dalle specie affini presenti nello stesso areale, come l'aguti nero (Dasyprocta fuliginosa), l'aguti arancione (D. croconota) e l'aguti di Azara (D. azarae), principalmente per la colorazione e le dimensioni.

## Distribuzione e habitat
L'aguti dorato è originario delle regioni settentrionali e centrali dell'America del Sud. Il suo areale si estende dal Venezuela settentrionale a est del lago di Maracaibo attraverso la Guyana, il Suriname e la Guyana francese fino all'isola di Trinidad e a parti del Brasile settentrionale e orientale. In quest'ultimo paese è presente dalla regione a nord del Rio delle Amazzoni e ad est del Rio Negro fino al Rio Madeira e, a sud del Rio delle Amazzoni, fino alla costa atlantica centrale del Brasile.
La specie è stata introdotta con successo nelle Piccole Antille in Dominica, a Grenada e nelle Isole Vergini Americane.

## Biologia
L'aguti dorato è presente in diversi tipi di habitat forestali. Si può incontrare nelle aree di foresta pluviale così come nelle foreste secondarie, nelle foreste a galleria, nelle piantagioni e nei giardini. In alcuni casi preferisce zone più aperte, come le radure, ma evita le paludi e le zone umide. Ha abitudini diurne e va in cerca di cibo soprattutto la mattina e la sera al tramonto, ma il periodo destinato a questa attività, naturalmente, dipende dalla disponibilità di cibo. Talvolta è attivo anche nelle notti di luna piena. Durante la fase di riposo utilizza vari nascondigli.
Come le altre specie del suo genere, questi aguti sono erbivori e si nutrono principalmente di frutta, semi e noci. Svolgono un ruolo di particolare importanza nella dispersione dei semi, e pertanto nello sviluppo degli alberi della foresta pluviale. Di solito vivono in coppia o in piccoli gruppi familiari, ma i giovani maschi vivono da soli o formano piccoli gruppi di due o tre esemplari. Ciascun gruppo familiare utilizza solitamente un'area di circa 200 metri di diametro che difendono dai conspecifici appartenenti ad altri gruppi. A seconda della disponibilità di cibo, i gruppi a volte si radunano nelle zone centrali del loro territorio, in particolare nelle radure o nelle aree di foresta limitrofe ad esse. Le femmine in particolare sono relativamente fedeli al proprio territorio e utilizzano per generazioni gli stessi sentieri ben battuti.
La riproduzione dell'aguti dorato non è stagionale e di norma la femmina partorisce un'unica volta all'anno. Sebbene le nascite possano avvenire in qualsiasi periodo dell'anno, sono concentrate nei mesi della stagione secca. Secondo uno studio effettuato nella Guyana francese, la maggior parte delle femmine della parte settentrionale dell'America del Sud sarebbe gravida da novembre ad aprile e quindi durante la stagione delle piogge, quando le piante producono frutti e semi. Il periodo medio di gestazione va dai 110 ai 112 giorni e le femmine di solito danno alla luce da uno a tre piccoli. Questi sono già ben sviluppati alla nascita, sono interamente ricoperti di pelo e aprono gli occhi subito dopo la nascita.

## Tassonomia

Aguti dorati raffigurati su Iconographia Zoologica dell'università di Amsterdam.

L'aguti dorato è una delle oltre dieci specie attualmente riconosciute di aguti (Dasyprocta). Venne descritto scientificamente per la prima volta da Carl von Linné nel 1758 nella decima edizione del Systema Naturae, nella quale il naturalista stabilì i canoni della nomenclatura biologica. Tuttavia, attribuì alla specie il nome di Mus leporinus, considerandola quindi come un topo, e la descrisse come un roditore presente nelle isole di Giava e Sumatra, nel Sud-est asiatico. La località tipo venne fissata solamente nel 1978 al distretto del Commewijne in Suriname, vicino alla sorgente del fiume omonimo. Tuttavia, l'aguti era noto già da molto tempo prima: esso compare infatti, con questo nome, nel 1648 in un'opera sulla storia naturale del Brasile scritta da Georg Marcgrave insieme al paca (Paca), al silvilago del Brasile (Tapeti) e alle cavie selvatiche (Aperea) e domestiche (Cavia Cobaya).
Attualmente non ne vengono riconosciute sottospecie, ma vi sono delle differenze regionali nella colorazione che potrebbero corrispondere a potenziali sottospecie. Handbook of the Mammals of the World indica di conseguenza le potenziali sottospecie D. l. cayana e D. l. flavescens, così come Dasyprocta cristata e Dasyprocta rubrata – generalmente considerate specie indipendenti –, come sinonimi. Al contrario, Wilson e Reeder (2005) hanno distinto otto sottospecie e considerato Dasyprocta cristata come una specie separata.

## Conservazione
L'aguti dorato viene classificato dall'Unione internazionale per la conservazione della natura (IUCN) come «specie a rischio minimo» (Least Concern). Tale valutazione trova giustificazione nell'ampia estensione dell'areale, nel presunto grande numero di esemplari e nell'adattabilità della specie. Non sono noti fattori che ne mettano a rischio la sopravvivenza, sebbene venga cacciata in alcune parti del suo areale.